# Август 2008 года

Список событий августа 2008 года.

## События
- 1 августа
  - Международный олимпийский комитет и представители властей Китая договорились о том, что все ограничения на использование Интернета в стране во время проведения Олимпиады будут сняты[1].
  - Представители НАСА выступили с официальным докладом: зонд «Феникс» обнаружил на Марсе воду в свободном состоянии.
  - Наблюдалось полное солнечное затмение на территории северной Канады, центральной части России, восточной части Казахстана, западной части Монголии и Китая.
- 2 августа
  - Международный олимпийский комитет постановил аннулировать победу завоеванную мужской эстафетной сборной США в 2000 году, после того, как один из её участников Антонио Петтигрю признался, что принимал допинг[2].
  - Начался 15-й саммит Ассоциации регионального сотрудничества Южной Азии в Коломбо.
  - В связи с обострением обстановки в Южной Осетии началась эвакуация женщин, стариков и детей в направлении Северной Осетии.
- 3 августа
  - Умер Александр Солженицын.
  - Очередной запуск ракеты Falcon 1 окончился неудачей. Ракета принадлежала частной компании SpaceX[3].
  - По французскому городу Отмон и прилегающим к нему территориям проносится разрушительный[4] смерч, вызвавший гибель трёх человек[5].
- 4 августа
  - Официально объявлено о смерти 11 альпинистов, пытавшихся покорить пик К-2. Вертолёт пакистанских вооружённых сил эвакуировал выживших альпинистов со склона Чогори.
- 5 августа
  - Правительство Руанды официально обвинило Францию в том, что высокопоставленные чиновники этой страны играли активную роль в геноциде 1994 года.
- 6 августа
  - Загорелся нефтепровод Баку — Тбилиси — Джейхан на одной из задвижек на турецком участке магистрали.
  - В Мавритании произошёл военный переворот. Охрана президента Сиди Мухаммеда ульд Шейха Абдуллахи арестовала главу государства, а также премьер-министра и министра внутренних дел этой исламской республики.
- 7 августа
  - Правящая коалиция Пакистана объявила о намерении объявить импичмент президенту страны Первезу Мушаррафу.
  - На пляже Лоо в Сочи взорвалось самодельное взрывное устройство мощностью до 4 килограммов тротила, 2 погибли, 13 пострадали.
  - В ночь с 7 на 8 августа началась война в Грузии.
- 8 августа
  - Открытие летних Олимпийский игр в Пекине.
  - В Чехии потерпел крушение экспресс Краков-Прага близ населённого пункта Студенка, 7 человек погибли и 65 получили ранения[6].
- 9 августа
  - Летние Олимпийские игры в Пекине:
    - Первую золотую медаль на Олимпиаде получила Катерина Эммонс из Чехии.
    - Первая серебряная медаль у сборной России — её получила Любовь Галкина в соревнованиях по стрельбе.
    - Первую золотую медаль принесла Китаю тяжелоатлетка Чэнь Сеся, установив при этом сразу два Олимпийских рекорда.

  - Война в Грузии:
    - В ночь российская боевая авиация одновременно нанесла бомбовые удары по стратегическим объектам, расположенным в пяти разных регионах Грузии.
    - Около 16 часов появились сообщения со ссылкой на руководителей Абхазии о начале военной операции вооружённых сил этой республики в Кодорском ущелье.
    - Вечером грузинские войска предприняли новое наступление в районе Цхинвали.
    - Вечером несколько кораблей грузинских ВМС предприняли попытку приблизиться к абхазскому побережью, но были остановлены заградительным огнём кораблей Черноморского флота России.
- 10 августа
  - Умер Айзек Хейз — американский ритм-энд-блюз-музыкант и актёр.
  - В Боливии начался референдум о доверии главе государства, вице-президенту и губернаторам восьми из девяти департаментов.
  - Летние Олимпийские игры в Пекине:
    - Новые медали российской сборной: серебро у Юлии Пахалиной и Анастасии Поздняковой (прыжки в воду) и у Натальи Падериной (стрельба). Бронза — у стрелка Алексея Алипова.
    - Мировые рекорды поставили американец Майкл Фелпс (плавание) и австралийка Стефани Райс (плавание).

  - Война в Грузии:
    - Сергей Багапш подписал указ о введении военного положения на территории Гальского, Ткварчельского, Очамчирского, Гульрипшского районов и части Сухумского района Абхазии на 10 суток с 0:00 11 августа. Также на территории Абхазии объявлена частичная мобилизация.
    - В связи с предложением Саакашвили остановить войну, власти России выдвинули два требования: вывести грузинские войска из Южной Осетии и подписать соглашение с Южной Осетией о неприменении военной силы.
- 11 августа
  - В провинции Афганистана Урузган ВВС США нанесла по позициям боевиков несколько ракетно-бомбовых ударов, в результате которых были уничтожены 25 солдат и 8 мирных жителей.
  - На филиппинском острове Минданао, вновь произошли столкновения между правительственными войсками и бойцами Исламского фронта освобождения Моро.
- 12 августа
  - Летние Олимпийские игры в Пекине:
    - Первые золотые медали российской сборной получили Назир Манкиев и Исламбек Альбиев (греко-римская борьба).
    - Майкл Фелпс установил очередной мировой рекорд, выиграв золото Пекина на дистанции 200 метров вольным стилем.

  - Президент РФ Дмитрий Медведев заявил, что принял решение о прекращении «операции по принуждению к миру в Южной Осетии»[7].
  - В результате сильных дождей и наводнений, вызванных тропическим штормом «Каммури», в юго-западном Китае погибли 20 человек. РосБалт (недоступная ссылка)
- 13 августа
  - Пловец Майкл Фелпс стал первым в мире одиннадцатикратным олимпийским чемпионом.
  - Указом президента РФ Медведева в России 13 августа объявлено днём траура «в связи с гуманитарной катастрофой в Южной Осетии». Предстоятель Грузинской православной церкви Католикос-Патриарх Илия II объявил в Грузии трёхдневный траур в связи с событиями, «которые привели к гибели военнослужащих и мирных жителей».
- 14 августа
  - Премьер-министром нового правительства Мавритании назначен Мулайе ульд Мухаммед Лагдаф.
  - Летние Олимпийские игры в Пекине:
    - Китаянка Лю Цзыгэ получила золотую медаль в плавании 200 метров стилем баттерфляй, поставив мировой рекорд.
    - Австралийская сборная победила в эстафете 4×200 метров вольным стилем, улучшив мировой рекорд на 6 секунд.
    - Сборная Украины завоевала первое золото в фехтовании на саблях.
    - Борец Асланбек Хуштов принёс российской сборной третью золотую медаль.

  - Индекс потребительских цен в США в июле 2008 вырос на 0,8 % по сравнению с предыдущим месяцем. В годовом исчислении рост индекса составил 5,6 %, что является максимальным значением за 17 лет.
  - Премьер-министр Польши Доналд Туск объявил, что достигнуто соглашение с США о размещении на территории Польши элементов американской ПРО. AP
- 15 августа
  - Заместитель начальника Генштаба Анатолий Ноговицын предупредил Польшу, что в случае размещения на своей территории элементов американской противоракетной обороны она становится «приоритетным объектом» для удара противодействующих средств РФ[8].
  - Лидер Коммунистической партии Непала (маоистского толка) Пушпа Камаль Дахал, известный также под именем Прачанда, избран главой нового правительства страны[9].
  - Вступил в должность новый президент Парагвая Фернандо Луго.
  - Летние Олимпийские игры в Пекине:
    - Украинская сборная получила ещё 2 золотых медали: в пулевой стрельбе с 50 м и стрельбе из лука.
    - Сборная Китая преодолела планку в 20 золотых медалей на Олимпиаде.
- 16 августа
  - Губернатор штата Флорида Чарли Крист объявил о переходе на чрезвычайное положение в связи с ожидаемым в понедельник тропическим штормом «Фэй».
  - Ямайский спринтер Усейн Болт поставил новый мировой рекорд в беге на 100 метров.
  - Президент России Дмитрий Медведев подписал план мирного урегулирования войны в Грузии, состоящий из шести пунктов.
- 17 августа
  - Иран запустил ракету-носитель «Сафир» («Посланник») с испытательным образцом спутника «Омид» («Надежда»).
  - Летние Олимпийские игры в Пекине:
    - Сборная Китая выиграла 8 золотых медалей в один день. Она побила свой рекорд — 32 золотых медали на олимпиаде в Афинах и теперь лидирует в списке призёров с 35 золотыми медалями.
    - Шведский борец Ара Абрахамян бросил завоёванную бронзовую медаль на пол в знак протеста против нечестного судейства.
    - Константина Томеску (Румыния) победила в женском марафоне. В возрасте 38 лет она стала самой старшей из победительниц олимпийских марафонов.
- 18 августа
  - Елена Исинбаева поставила новый мировой рекорд 5,05 метра в прыжках с шестом.
  - Президент Пакистана Первез Мушарраф объявил об уходе в отставку, не дожидаясь парламентских слушаний об импичменте[10].
  - В Афганистане погибли 10 французских военнослужащих — крупнейшая потеря французской армии в бою со времён Алжирской войны.
- 19 августа
  - Умер известный советский и литовский актёр Альгимантас Масюлис.
  - Египет лишился нескольких госучреждений: в здании верхней палаты парламента вспыхнул сильный пожар, перекинувшийся на соседние строения[11].
  - От сердечного приступа скончался президент Замбии Леви Мванаваса.
  - Теракт в Алжире, осуществлённый смертником, унёс 43 жизни.
  - Британский спутник связи «Инмарсат-4Ф3» успешно выведен на целевую орбиту ракетой-носителем «Протон-М»[12].
- 20 августа
  - В результате авиакатастрофы в аэропорту Мадрида погибло более 150 человек.
  - Летние Олимпийские игры в Пекине:
    - В беге на 200 метров у мужчин золотую медаль завоевал Усэйн Болт (Ямайка), поставив новый мировой рекорд.
    - Российская сборная по числу медалей приблизилась к тройке лидеров, заняв четвёртое место.

  - В Ярославле прошла церемония открытия первой очереди Ярославского зоопарка.
- 21 августа
  - На площади Свободы в Сухуме состоялся всенародный сход, во время которого было принято обращение к России и зарубежным странам о признании независимости Абхазии[13].
  - Валерий Гергиев дал концерт в Цхинвали в память о погибших.
- 22 августа
  - Подразделения НАТО по поддержанию стабильности и безопасности в Афганистане в ходе боевых столкновений на западе страны уничтожили 30 боевиков группировки «Талибан»[14].
  - Страны НАТО получили официальное уведомление от России о замораживании программ военного сотрудничества.
- 23 августа
  - По информации CNN кандидат в президенты США от Демократической партии Барак Обама выбрал Джозефа Байдена в качестве кандидата на пост вице-президента 23 Августа 2008 года.
- 24 августа
  - В районе международного аэропорта Манас произошла катастрофа самолёта Боинг 737—200[15].
  - Эсминец USS McFaul прибыл в порт Батуми как транспорт с гуманитарной помощью для Грузии[16].
  - Летние Олимпийские игры в Пекине:
    - Самуэль Ванзиру (Кения) завоевал золото в марафоне установив новый олимпийский рекорд[17].
    - Сборная России заняла третье место в общекомандном зачёте на XXIX летних Олимпийских играх.
    - В Пекине погашен огонь XXIX летних Олимпийских игр[18].
- 25 августа
  - На территории Канады зарегистрировано более двух десятков случаев заболевания лестериозом, в результате бактериального заражения мясопродуктов[19].
  - Индекс РТС продолжает снижаться и достиг минимального значения с начала года — 1648 пунктов.
  - Власти Израиля освободили 199 палестинских заключённых. Заключённые освобождены в качестве жеста доброй воли в отношении палестинского лидера Махмуда Аббаса[20].
  - Верхняя палата российского парламента, Совет Федерации, единогласно проголосовала за обращение к президенту РФ Дмитрию Медведеву с предложением признать независимость Абхазии и Южной Осетии[21].
- 26 августа
  - Дмитрий Медведев заявил, что Россия признала независимость Абхазии и Южной Осетии. Президент РФ подписал соответствующие указы и призвал другие страны признать Южную Осетию и Абхазию[22].
  - Захват пассажирского самолёта Boeing-737 частной авиакомпании Sun Air, летевшего из Дарфура в Хартум. Пилотам было приказано изменить курс на Ливию. Лайнер приземлился в удалённом районе Ливии в оазисе Куфра[23].
  - В Карибском море сформировался тропический шторм «Густав», который в настоящее время движется в сторону Гаити.
- 27 августа
  - Специалисты по IT-безопасности, Антон Капела и Алекс Пилосов, продемонстрировали методику, позволяющую тайно перехватывать интернет-трафик и модифицировать его на пути к адресату, с помощью стандартных возможностей протокола интернет-маршрутизации BGP. Это одна из самых крупных найденных уязвимостей сети Интернет[24].
  - Спикер палаты представителей Конгресса США Нэнси Пелоси объявила, что Барак Обама официально становится кандидатом в президенты США[25].
  - Председательствующая в Европейском союзе Франция заблокировала инициативу Польши и стран Балтии пригласить президента Грузии на открывающийся 1 сентября в Брюсселе внеочередной саммит ЕС[26].
  - Угонщики самолёта Boeing-737 в Судане сдались властям Ливии[23].
  - На дне Байкала произошло сильное землетрясение магнитудой около 9 баллов. Последствия подземных толчков ощущались в Иркутске и других городах Восточной Сибири, где из-за землетрясения возникли перебои c электроснабжением и связью[27].
- 28 августа
  - Война в Грузии:
    - Премьер-министр РФ Владимир Путин высказал обвинения, что конфликт в Южной Осетии создан одним из кандидатов в президенты США с целью обострить ситуацию и создать преимущество в конкурентной борьбе[28].
    - Российские и грузинские военные завершили обмен пленными по принципу «всех на всех»[29].
    - Глава МИД Грузии Эка Ткешелашвили, выступая на заседании постоянного совета ОБСЕ в Вене, заявила, что после ввода в Южную Осетию российских войск из республики изгнано всё грузинское население[30].

  - Сезон тропических циклонов 2008
    - Ураган «Густав» обрушился на Ямайку. Ураган послужил причиной гибели 51 человека в Гаити и не меньше 8 человек в Доминиканской республике[31].
    - В Атлантическом океане зародился новый тропический циклон, получивший имя «Ханна»[32].
- 29 августа
  - Немецкий энергетический концерн E.ON намерен сократить 1800 сотрудников в Германии в связи с закрытием около 70 % подразделений в стране[33].
  - Замминистра иностранных дел Грузии Григол Вашадзе объявил, что Грузия разрывает дипломатические отношения с Россией из-за признания Кремлём независимости Абхазии и Южной Осетии[34].
- 30 августа
  - Национальный центр по ураганам США известил, что ураган «Густав» усилился до второй категории[35].
  - В Китае в провинции Сычуань произошло новое мощное землетрясение, силой более шести баллов по шкале Рихтера[36].
  - Футбольный клуб «Зенит» завоевал суперкубок УЕФА выиграв в матче с «Манчестер Юнайтед» со счётом 2:1[37].
- 31 августа
  - В Назрани скончался раненый в висок владелец независимого сайта «Ингушетия.ру» Магомед Евлоев.
  - Проливные дожди в центральной Японии стали причиной наводнения в городе Окадзаки, эвакуированы тысячи людей[38].